# Arachis prostrata
Arachis prostrata är en ärtväxtart som beskrevs av George Bentham. Arachis prostrata ingår i släktet jordnötter, och familjen ärtväxter. Inga underarter finns listade i Catalogue of Life.